# Rinnō-ji
Rinnō-ji (jap. 輪王寺) – świątynia buddyjska w Nikkō (prefektura Tochigi) w Japonii. Jest ośrodkiem szkoły tendai. W 1999 została wpisana na listę światowego dziedzictwa UNESCO jako część obiektu pod nazwą „Chramy i świątynie Nikko”.

## Historia
Od początku świątynia reprezentowała synkretyzm shintō-buddyjski (shinbutsu-shūgō), który trwał aż do okresu Meiji. Rinnō-ji założył w VIII wieku mnich buddyjski Shōdō jako część kompleksu sakralnego obejmującego chramy Nikkō Tōshō-gū i Futarasan-jinja. W 1879 decyzją administracyjną zlikwidowano synkretyczny charakter świątyni i przypisano ją wyłącznie buddyzmowi. Jednocześnie przeniesiono główne budynki świątyni z terenu chramów shintō.
Świątynia Rinnō-ji słynie z Pawilonu Trzech Posągów Buddy (三仏堂 Sanbutsu-dō) z 1648. Znajdują się w nim 3 duże, drewniane, pokryte laką i złocone posągi. Środkowy to Amida, po lewej Kannon o tysiącu rąk, po prawej nietypowe wyobrażenie opiekunki zwierząt Batō Kannon z głową konia, wyrastającą z jej czoła. Z tyłu świątyni znajduje się Sōrin-tō, wysoka kolumna (rodzaj stupy) z brązu, na której wyryto 10 tysięcy sutr; wiszą na niej 24 dzwonki. Za świątynią rozciąga się ogród Shōyō-en. Świątyni podlega Taiyū-in Reibyō (大猷院霊廟) mauzoleum Iemitsu Tokugawy z 1653.

## Galeria

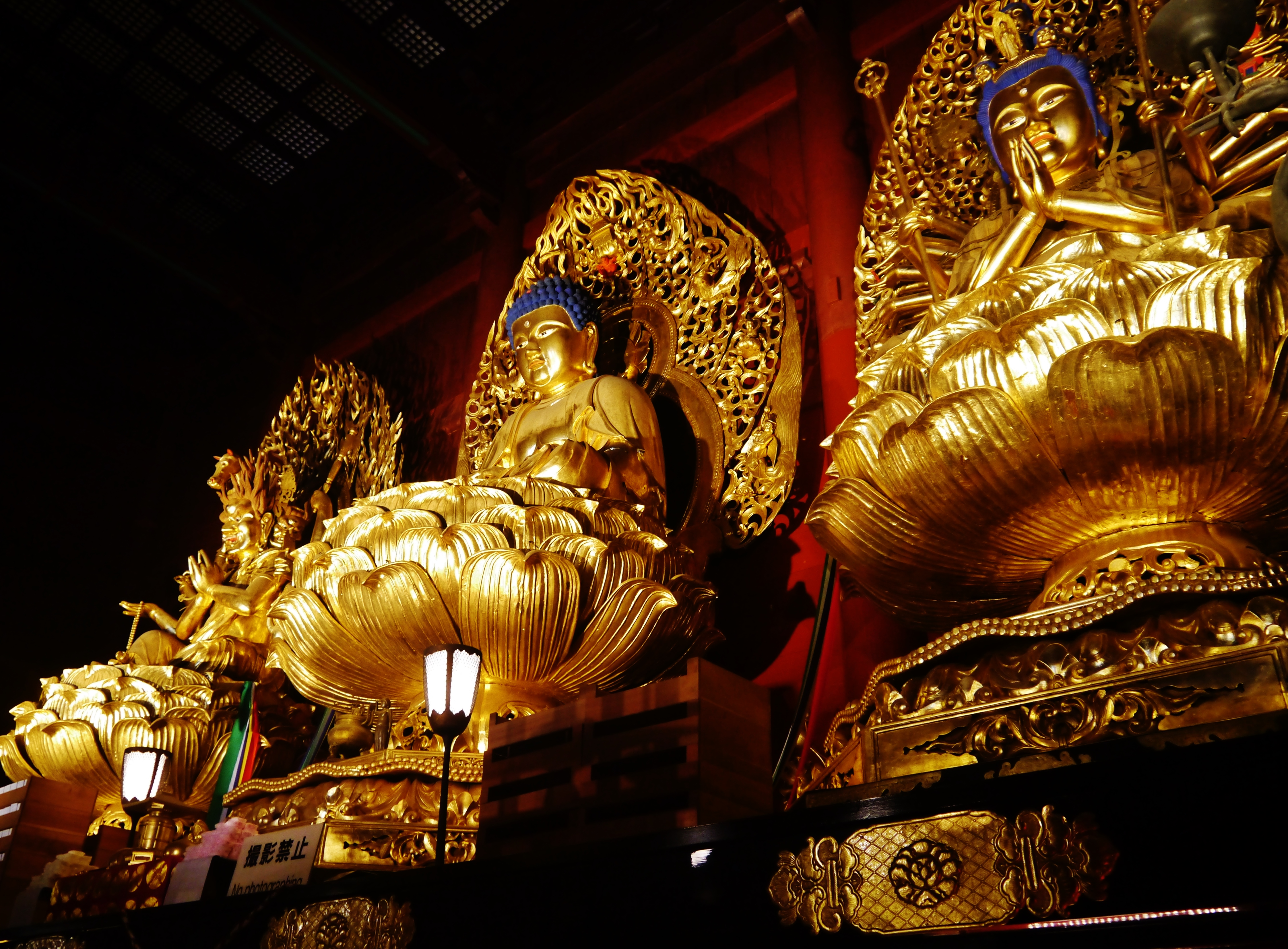
Trzy posągi w Sanbutsu-dō
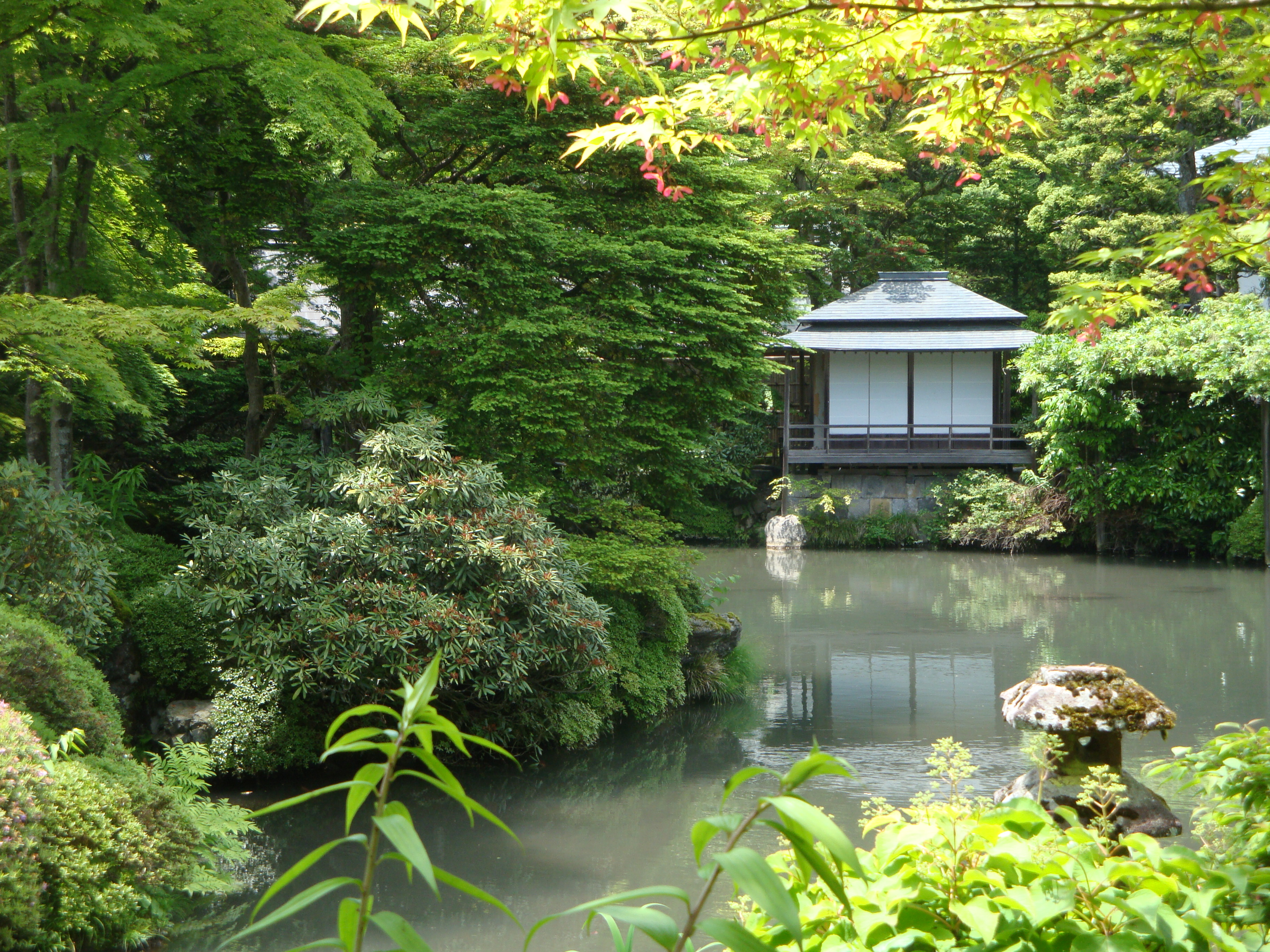
Ogród świątynny Shōyō-en
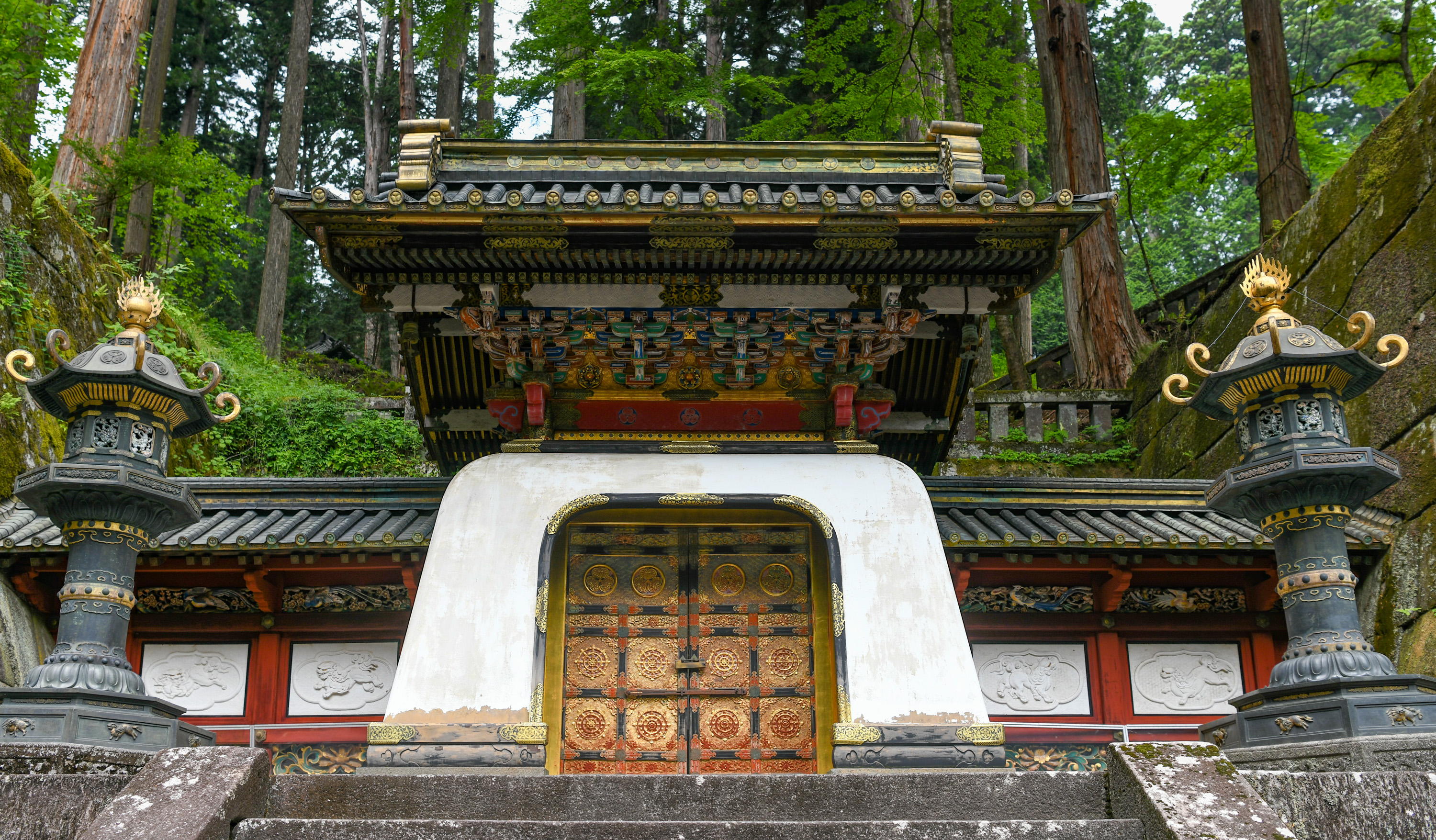
Mauzoleum Iemitsu Tokugawy Taiyū-in
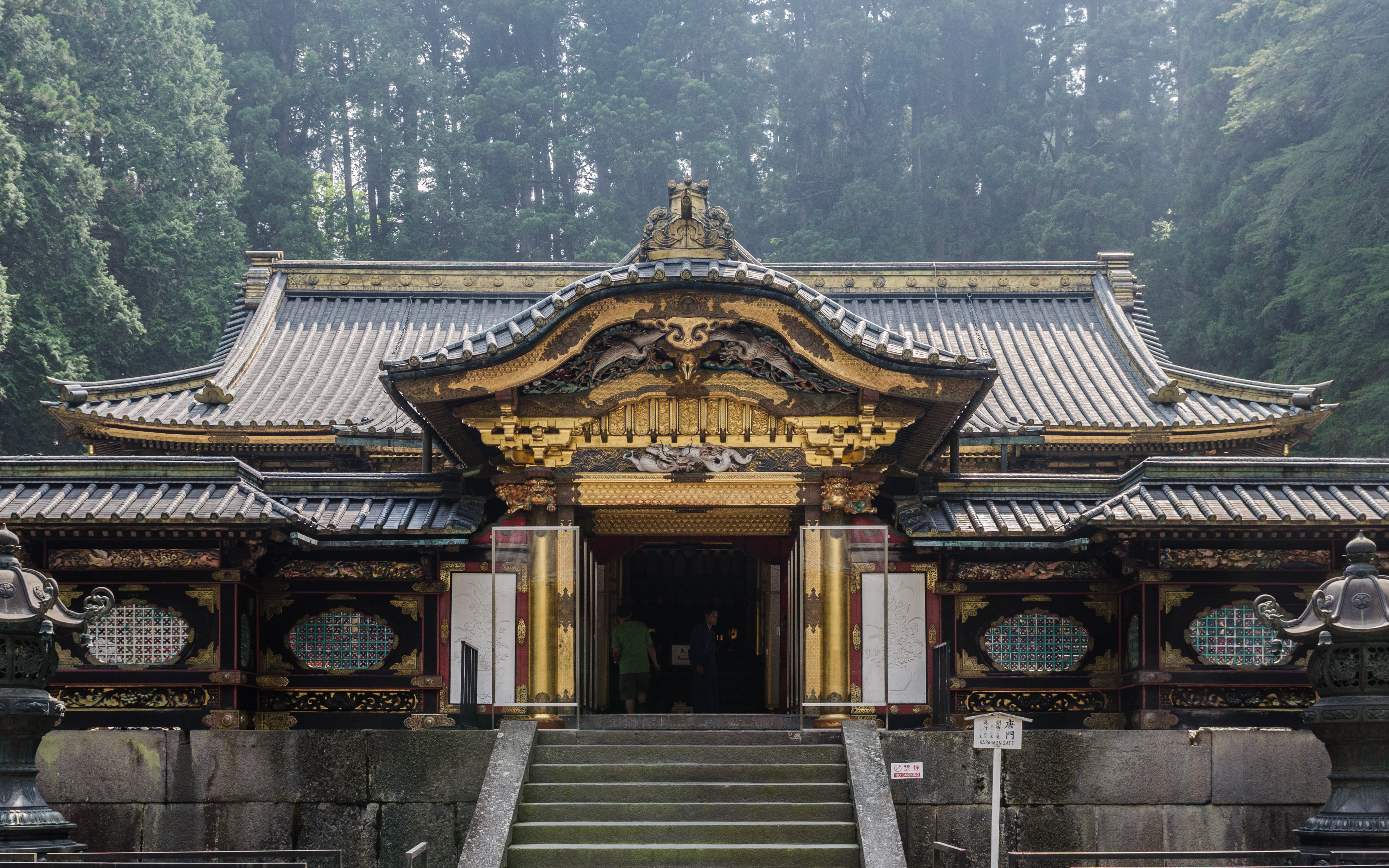
Brama Kara-mon mauzoleum Taiyū-in
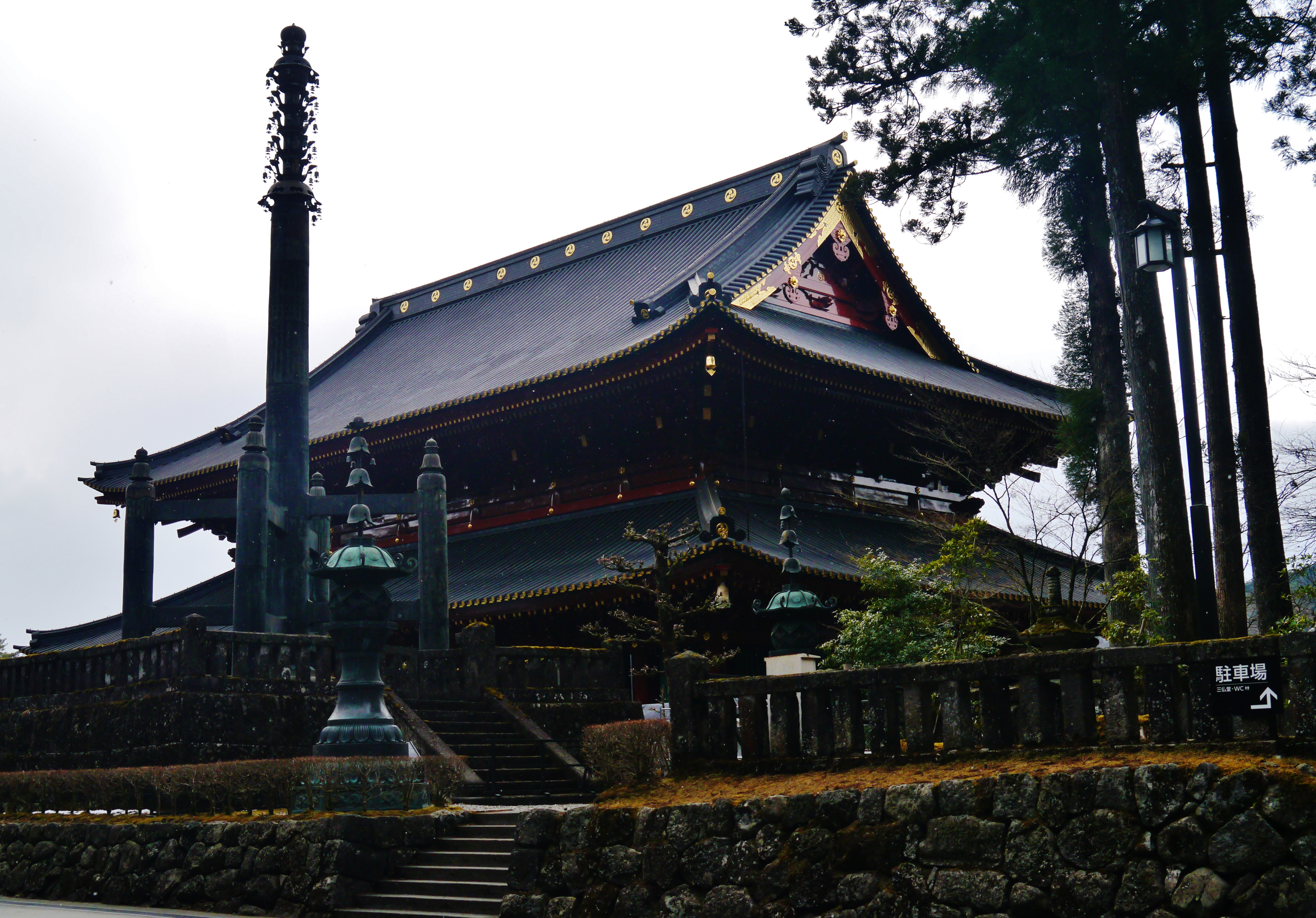
Sōrin-tō